# (11165) 1998 DE5
(11165) 1998 DE5 es un asteroide perteneciente al cinturón de asteroides, descubierto el 22 de febrero de 1998 por el equipo del JPL/GEODSS NEAT desde el Observatorio de Haleakala, Hawái, Estados Unidos.

## Designación y nombre
Designado provisionalmente como 1998 DE5 .

## Características orbitales
(11165) 1998 DE5 está situado a una distancia media del Sol de 2,521 ua, pudiendo alejarse hasta 2,989 ua y acercarse hasta 2,053 ua. Su excentricidad es 0,186 y la inclinación orbital 4.756 grados. Emplea 1461,96 días en completar una órbita alrededor del Sol.

## Características físicas
La magnitud absoluta de (11165) 1998 DE5 es 14,03. Tiene 6,148 km de diámetro y su albedo se estima en 0,170.